# Tanzimat

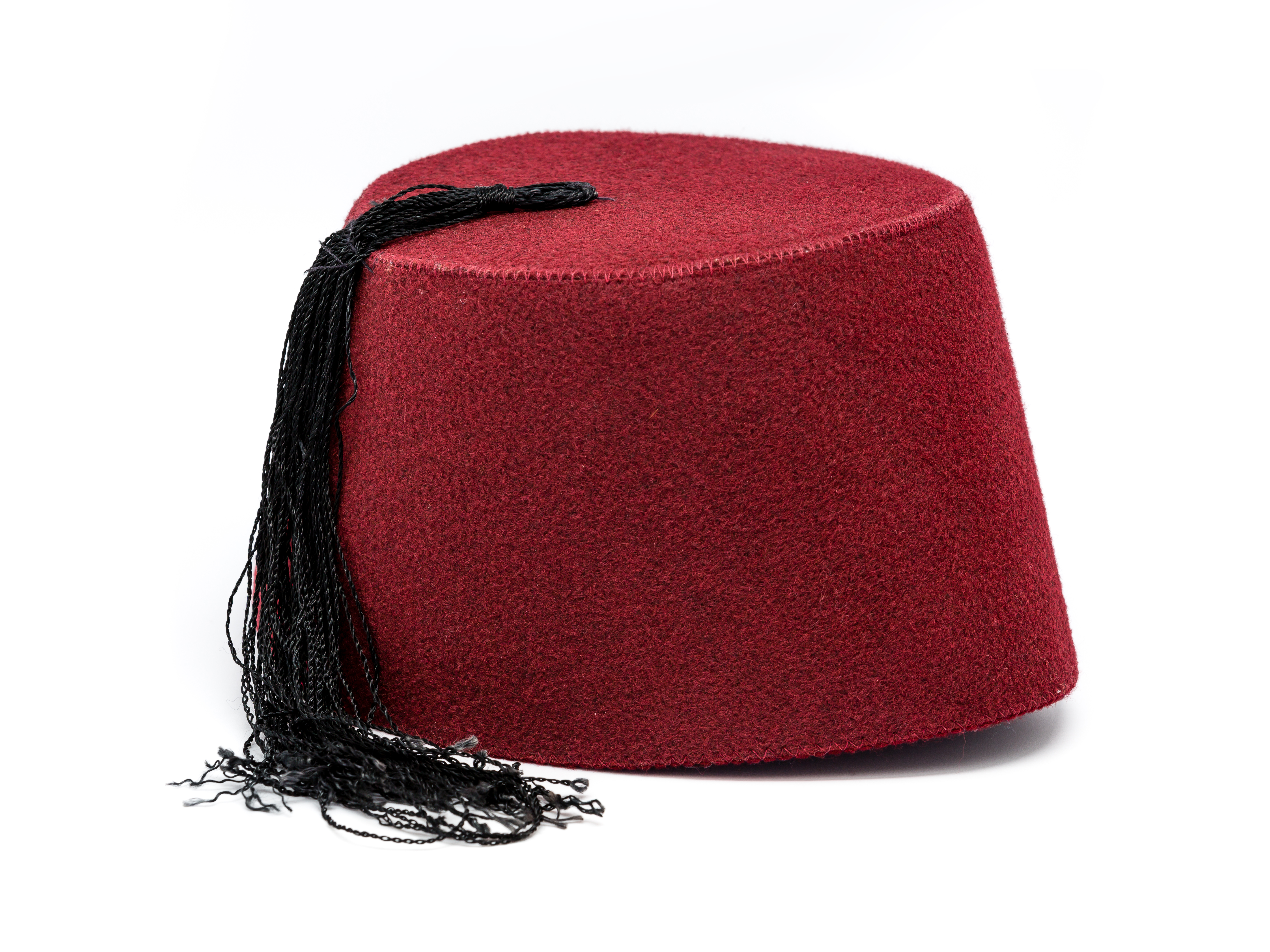
El sombrero fez, introducido por el Tanzimat.

Tanzimat (en turco otomano: تنظيمات‎, lit. 'Reorganización'), cuyo significado en turco es "regulación y organización", viene a definir el período entre 1839 y 1876 en el que en el seno del Imperio otomano se ejecutó una política de renovación a todos los niveles, en un intento de modernizar el Imperio Otomano ante la presión de las potencias occidentales, a la par que procuró modernizar el aparato político, económico, burocrático y social que habían regido en la Sublime Puerta en los siglos anteriores.

## Precedentes
Durante el siglo XVII el Imperio otomano sufrió una serie de derrotas militares, primero por parte de los Habsburgo, y años más tarde, a manos de Rusia, por las que perdió la península de Crimea, la zona norte del Danubio o el este del Dniéster. Por otro lado, los gobernantes de las provincias del norte de África y Asia gozaban de un gran margen de independencia respecto del gobierno central.
Ante esta situación de declive hubo dos corrientes ideológicas que intentaron dar una explicación a este fenómeno, y a la vez intentarán aportar propuestas para que la crisis imperial no se agudizase aún más. Una corriente tradicional sostenía que el problema radicaba en las instituciones otomanas, por lo que plantearon la vuelta a los modelos del siglo XV. Paralelamente a esto, un sector más modernista hizo hincapié en que el Imperio otomano estaba atrasado en relación con las potencias europeas. Será este modelo el que finalmente se lleve a cabo, dando pie a una serie de reformas para la modernización del Imperio desde el sultanato de Mahmut II.

## El Período de la Tanzimat (1839-1876)
La idea principal de este período fue la integración de todos sus habitantes, sin tener en cuenta sus creencias religiosas; se les ofreció un mínimo de seguridad, hacienda o pago de impuestos basado en sistemas más occidentales; servicio militar... para otorgar una mayor igualdad entre la ciudadanía y luchar contra sentimientos nacionalistas que habían brotado dentro del Imperio, como fue el caso de Egipto, con Muhammad Alí a la cabeza. 
Incluso algunos políticos reformistas, que previamente habían trabajado en embajadas de los países occidentales, exportaron ideas de dichos países para el provecho turco; los departamentos gubernamentales se transformarán en ministerios, con un funcionamiento basado en el sistema occidental. Hubo reformas políticas, avances tecnológicos, introduciéndose, por ejemplo, el telégrafo o el ferrocarril. Se suprimieron los jenízaros, lo que fue el punto de partida hacia la revolución y modernización del ejército.
Pero las estructuras bélicas modernas eran caras, había que pagar impuestos más altos para el mantenimiento de dicha fuerza, por lo que se necesitó una burocracia más preparada y eficaz, a la vez que un sistema educativo para formar funcionarios para el Estado y oficiales para el ejército. Junto a esto, el resto de las reformas también costaban dinero, lo que llevó al Imperio otomano a hipotecar su devenir económico, pidiendo préstamos a las naciones europeas. La incapacidad de asumir sus deudas, llevó a los Estados europeos a controlar directa o indirectamente la economía turca.

## El Noble Edicto de Gülhane
Fue la primera reforma democrática que se ha logrado en el Imperio Turco, el Edicto de Gülhane (Gülhane Hatt-ı Humayunu) promulgado el 3 de noviembre de 1839. Este fue complementado y reconfirmado por el Edicto Imperial llamado Islahat Fermanı de 18 de febrero de 1856, un proceso que consistió en reconocer la igualdad de todos los ciudadanos otomanos, independientemente de su religión, y conceder a los ciudadanos los derechos humanos fundamentales y las libertades personales y públicas por primera vez.

## La rivalidad con Rusia
Rusia no se mantuvo indiferente a las reformas turcas, y ante la posibilidad de la caída del Imperio otomano, el zar Nicolás I forzó la situación hasta provocar la Guerra de Crimea, en la que caería derrotado el propio zar, gracias en gran medida a la alianza franco-inglesa (que entraron en la guerra para frenar el avance ruso hacia el Mediterráneo), y a la negativa de Austria a intervenir en la guerra en pos de la causa rusa.
Pese a la victoria, la peor parte fue para los turcos, que en pleno proceso de reconstrucción estatal y sumergidos en una crisis económica, se encontraron con la obligación de financiar una guerra, lo que agravó su situación financiera, a la par que lideró el capítulo de bajas humanas junto con Rusia.
La contienda finalizó oficialmente con el Tratado de París, donde los turcos son liberados de toda injerencia rusa en sus territorios, pero a su vez, tuvieron que ceder parte de sus derechos en los estrechos del Bósforo y de los Dardanelos.

## Hacia un Estado moderno
Las tensiones provocadas por la Tanzimat llegaron por todas las direcciones, tanto en los que creían que las reformas no llegarían demasiado lejos, como los detractores de las mismas, un sector conservador que no veía más que efectos negativos en los cambios que se estaban dando en el seno de la sociedad turca.
En este contexto llegamos a la década de 1860, donde un grupo de jóvenes, conocido como Jóvenes Otomanos, pidieron nuevas reformas y una Constitución, y que llegó en 1876, aunque fue anulada dos años más tarde.
Desde ese momento y hasta 1908 siguieron una serie de conspiraciones contra el gobierno, desembocando en una revolución militar y la caída del sultán Abdulhamit II, con la restauración de la Constitución de 1876, seguida de reformas más radicales que las de la pasada centuria.
Pese a la pérdida de gran parte de sus provincias durante el siglo XIX y principios del siglo XX (Grecia, Serbia, Valaquia, Macedonia, Moldavia, Albania, parte de Bulgaria, Argelia, Libia, Túnez y Egipto), nadie se imaginó el colapso que sufriría el Imperio tras la I Guerra Mundial. 
El gobierno cometió el error de aliarse con los Imperios Centrales, y el saldo fue la pérdida de todas las provincias asiáticas, excepto Anatolia.
En 1920 se firmó el Tratado de Sèvres, por el que no sólo perdió las provincias árabes, sino que sufrió la división de Anatolia. Paralelamente, apareció un movimiento nacionalista liderado por Mustafa Kemal Atatürk, que llevó a cabo una resistencia armada contra los griegos, que durante la I Guerra Mundial habían invadido el Imperio otomano. A su vez, el sultán abdicó el 1 de noviembre de 1922, desapareciendo la dinastía otomana, lo cual puso punto final al Imperio otomano y dio paso a la República de Turquía, cuyo líder será Ataturk.